# Neoblattella titania
Neoblattella titania es una especie de cucaracha del género Neoblattella, familia Ectobiidae.

## Distribución
Esta especie se encuentra en Guyana, Surinam, Guayana Francesa y Brasil.